# Dionysios Solomos

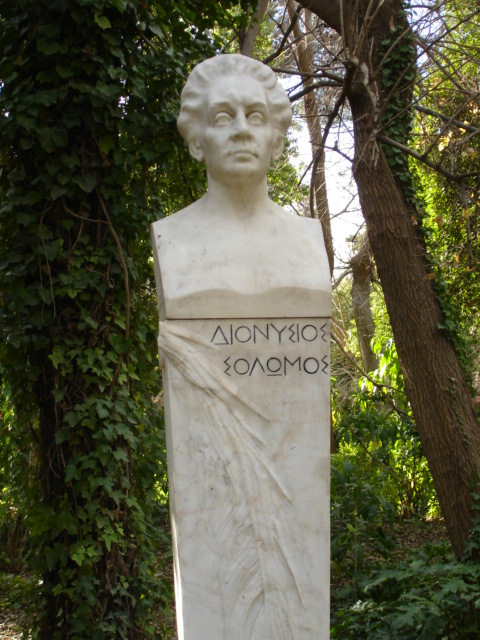
Dionýsios Solomós

Dionysios Solomos (Grieks: Διονύσιος Σολωμός) (Zakynthos, 8 april 1798 - Korfu, 9 februari 1857) was een Nieuwgrieks dichter.
Hij werd geboren in Zante (= Zakynthos) uit een oude, door de Venetianen geadelde familie. Op jonge leeftijd werd hij naar Italië gestuurd om te studeren. Na zijn studies keerde hij naar Zante terug. Zijn literair talent werd ontdekt door Spyridon Trikoúpis, die hem aanmoedigde om in het Grieks te schrijven, want Solomos drukte zich toen nog uit in het Italiaans.
Na een paar kleinere gedichten schreef hij in 1823 de beroemde Ymnos is tin Eleftherian ('hymne aan de vrijheid'). Het gedicht werd snel populair en in 1828 schreef de componist Manzaros er een melodie op. Een wet uit 1864 erkent het als de Griekse nationale hymne.
Onder invloed van de Duitse romantiek vatte hij het plan op een epos te schrijven over de belegering van Mesolongi: in de dappere verdedigers van de stad zag hij romantische intellectuelen, die streden voor een ideaal. Het epos geraakte nooit voltooid, maar de fragmenten behoren tot de allermooiste stukken Nieuwgriekse poëzie.
- Bibsys: 98012387
- Biblioteca Nacional de España: XX5046473
- Bibliothèque nationale de France: cb12019562r (data)
- CiNii: DA12186711
- Gemeinsame Normdatei: 119475642
- International Standard Name Identifier: 0000 0001 2276 988X
- Library of Congress Control Number: n81076052
- Nationale Bibliotheek van Letland: 000163193
- MusicBrainz: f1bcac3d-4a3c-415d-82a1-98f87108bd8b
- Nationale Bibliotheek van Tsjechië: jx20140401004
- Nationale bibliotheek van Australië: 36094653
- Nationale Bibliotheek van Israël: 987007460251405171
- Nationale Bibliotheek van Polen: a0000001851524
- Nederlandse Thesaurus van Auteursnamen: 073346128
- Réseau des bibliothèques de Suisse occidentale: 02-A021727726
- Istituto Centrale per il Catalogo Unico: SBLV068925
- LIBRIS: 281225
- Système universitaire de documentation: 067047998
- Trove: 1211413
- Virtual International Authority File: 17235346
- WorldCat: E39PBJjXjWXWfGbjJjtYfXwjYP